# Pleurogyrus pumilus
Pleurogyrus pumilus là một loài tò vò trong họ Ichneumonidae.